# 1. A slovenska košarkarska liga 2013-2014
La 1. A slovenska košarkarska liga 2013-2014 fu la 23ª edizione del massimo campionato sloveno di pallacanestro maschile. Il titolo andò al Krka Novo Mesto per il 5º anno consecutivo.

## Regolamento
L'LTH Castings Mercator Škofja Loka (retrocesso al termine della stagione 2012-13) venne rimpiazzato dal neopromosso KK Portorož.
Il campionato è stato strutturato su tre fasi:
- Regular Season: le 10 squadre si affrontano secondo il tradizionale metodo Round-robin con gare di andata e ritorno per un totale di 18 incontri.
- Poule Play-off e Poule Retrocessione: al termine delle 18 giornate, le prime 4 squadre classificate accedono alla Poule Playoff alla quale prendono parte anche le 2 squadre slovene che hanno partecipato alla Lega Adriatica 2013/14, ovvero: Krka Novo Mesto e Union Olimpija Lubiana. Le 6 formazioni si affronteranno secondo il metodo Round-robin con gare di andata e ritorno per un totale di 10 incontri che andranno a determinare la griglia dei Play-off. Le squadre classificate dalla 5ª alla 10ª posizione prenderanno parte alla Poule Retrocessione affrontandosi secondo il metodo Round-robin con gare di andata e ritorno per un totale di altri 10 incontri. Al termine dei quali, le prime due classificate accederanno ai Play-off per il titolo, l'ultima retrocederà direttamente in 2. SKL, mentre penultima e terzultima disputeranno i Play-out assieme alla 2ª e alla 3ª classificate del campionato di 2. SKL.
- Playoff: i playoff per il titolo sono strutturati nella seguente maniera: quarti e semifinali al meglio delle 3 gare, finale al meglio dei 5 incontri.

## Regular season
|  |     | Classifica Regular Season 2013-2014 | PT | G  | V  | P  | PF   | PS   | Dif  |
|  | --- | ----------------------------------- | -- | -- | -- | -- | ---- | ---- | ---- |
|  | 1.  | Helios Domžale                      | 33 | 18 | 15 | 3  | 1410 | 1215 | +195 |
|  | 2.  | KK Rogaška Slatina                  | 32 | 18 | 14 | 4  | 1373 | 1220 | +153 |
|  | 3.  | Hopsi Polzela                       | 30 | 18 | 12 | 6  | 1431 | 1336 | +95  |
|  | 4.  | Zlatorog Laško                      | 28 | 18 | 10 | 8  | 1485 | 1438 | +47  |
|  | 5.  | KK Grosuplje                        | 28 | 18 | 10 | 8  | 1360 | 1279 | +81  |
|  | 6.  | Splošna plovba Portorož             | 25 | 18 | 7  | 11 | 1312 | 1382 | -70  |
|  | 7.  | Maribor Nova KBM                    | 24 | 18 | 6  | 12 | 1288 | 1374 | -86  |
|  | 8.  | Slovan Geoplin Lubiana              | 24 | 18 | 6  | 12 | 1296 | 1410 | -114 |
|  | 9.  | Elektra Šoštanj                     | 23 | 18 | 5  | 13 | 1240 | 1383 | -143 |
|  | 10. | Tajfun Šentjur                      | 23 | 18 | 5  | 13 | 1225 | 1383 | -158 |

## Seconda fase

### Poule Play-off
|  |    | Classifica Poule Play-off 2013-2014 | PT | G  | V | P | PF  | PS  | Dif  |
|  | -- | ----------------------------------- | -- | -- | - | - | --- | --- | ---- |
|  | 1. | Krka Novo Mesto                     | 18 | 10 | 8 | 2 | 796 | 726 | +70  |
|  | 2. | Union Olimpija Lubiana              | 16 | 10 | 6 | 4 | 803 | 690 | +113 |
|  | 3. | Helios Domžale                      | 16 | 10 | 6 | 4 | 743 | 694 | +49  |
|  | 4. | Hopsi Polzela                       | 14 | 10 | 4 | 6 | 721 | 772 | -51  |
|  | 5. | Zlatorog Laško                      | 14 | 10 | 4 | 6 | 664 | 768 | -104 |
|  | 6. | KK Rogaška Slatina                  | 12 | 10 | 2 | 8 | 712 | 789 | -77  |

### Poule retrocessione
|  |     | Classifica Poule Retrocessione 2013-2014 | PT | G  | V  | P  | PF   | PS   | Dif  |
|  | --- | ---------------------------------------- | -- | -- | -- | -- | ---- | ---- | ---- |
|  | 7.  | KK Grosuplje                             | 44 | 28 | 16 | 12 | 2144 | 2013 | +131 |
|  | 8.  | Splošna plovba Portorož                  | 40 | 28 | 12 | 16 | 2058 | 2130 | -72  |
|  | 9.  | Maribor Nova KBM                         | 39 | 28 | 11 | 17 | 2055 | 2161 | -106 |
|  | 10. | Elektra Šoštanj                          | 39 | 28 | 11 | 17 | 2021 | 2155 | -134 |
|  | 11. | Tajfun Šentjur                           | 38 | 28 | 10 | 18 | 1978 | 2137 | -159 |
|  | 12. | Slovan Geoplin Lubiana                   | 37 | 28 | 9  | 19 | 2007 | 2157 | -150 |

## Play-out
|  |    | Classifica Play-out 2013-2014 | PT | G | V | P | PF  | PS  | Dif  |
|  | -- | ----------------------------- | -- | - | - | - | --- | --- | ---- |
|  | 1. | Tajfun Šentjur                | 11 | 6 | 5 | 1 | 511 | 414 | +97  |
|  | 2. | Elektra Šoštanj               | 11 | 6 | 5 | 1 | 491 | 415 | +76  |
|  | 3. | Lastovka Domžale              | 8  | 6 | 2 | 4 | 435 | 477 | -42  |
|  | 4. | Plama Pur Ilirska Bistrica    | 6  | 6 | 0 | 6 | 388 | 519 | -131 |

- Tajfun Šentjur ed Elektra Šoštanj conservano i loro posti in 1. A slovenska košarkarska liga anche per la stagione 2014/15.

## Playoffs

### Tabellone
|  | Quarti di finale | Quarti di finale | Quarti di finale |                  |                | Semifinali       | Semifinali | Semifinali |  |  | Finali | Finali          | Finali |
|  |                  |                  |                  |                  |                |                  |            |            |  |  |        |                 |        |
|  | 1                | Krka Novo mesto  | 2                |                  |                |                  |            |            |  |  |        |                 |        |
|  | 8                | Portorož         | 0                |                  |                |                  |            |            |  |  |        |                 |        |
|  | 8                | Portorož         | 0                |                  | 1              | Krka Novo mesto  | 2          |            |  |  |        |                 |        |
|  |                  |                  |                  |                  | 1              | Krka Novo mesto  | 2          |            |  |  |        |                 |        |
|  |                  | 4                | Hopsi Polzela    | 1                |                |                  |            |            |  |  |        |                 |        |
|  | 4                | 4                | Hopsi Polzela    | 1                | Hopsi Polzela  | 2                |            |            |  |  |        |                 |        |
|  | 4                |                  |                  |                  | Hopsi Polzela  | 2                |            |            |  |  |        |                 |        |
|  | 5                | Zlatorog Laško   | 1                |                  |                |                  |            |            |  |  |        |                 |        |
|  |                  |                  |                  |                  |                |                  |            |            |  |  | 1      | Krka Novo mesto | 3      |
|  |                  |                  | 2                | Olimpija Lubiana | 2              |                  |            |            |  |  |        |                 |        |
|  | 2                | Olimpija Lubiana | 2                |                  |                |                  |            |            |  |  |        |                 |        |
|  | 7                | Grosuplje        | 0                |                  |                |                  |            |            |  |  |        |                 |        |
|  | 7                | Grosuplje        | 0                |                  | 2              | Olimpija Lubiana | 2          |            |  |  |        |                 |        |
|  |                  |                  |                  |                  | 2              | Olimpija Lubiana | 2          |            |  |  |        |                 |        |
|  |                  | 3                | Helios Domžale   | 1                |                |                  |            |            |  |  |        |                 |        |
|  | 3                | 3                | Helios Domžale   | 1                | Helios Domžale | 2                |            |            |  |  |        |                 |        |
|  | 3                |                  |                  |                  | Helios Domžale | 2                |            |            |  |  |        |                 |        |
|  | 6                | Rogaška          | 1                |                  |                |                  |            |            |  |  |        |                 |        |

### Quarti di finale
| Squadra 1              | Totale | Squadra 2               | Gara 1 | Gara 2 | Gara 3 |
| ---------------------- | ------ | ----------------------- | ------ | ------ | ------ |
| Krka Novo Mesto        | 2 - 0  | Splošna plovba Portorož | 94-51  | 87-72  |        |
| Hopsi Polzela          | 2 - 1  | Zlatorog Laško          | 82-71  | 64-65  | 61-55  |
| Union Olimpija Lubiana | 2 - 0  | KK Grosuplje            | 86-67  | 78-73  |        |
| Helios Domžale         | 2 - 1  | KK Rogaška Slatina      | 75-55  | 64-74  | 82-75  |

### Semifinali
| Squadra 1              | Totale | Squadra 2      | Gara 1 | Gara 2 | Gara 3 |
| ---------------------- | ------ | -------------- | ------ | ------ | ------ |
| Krka Novo Mesto        | 2 - 1  | Hopsi Polzela  | 102-59 | 82-86  | 70-61  |
| Union Olimpija Lubiana | 2 - 1  | Helios Domžale | 81-84  | 69-68  | 74-67  |

### Finale
| Squadra 1       | Totale | Squadra 2              | Gara 1 | Gara 2 | Gara 3 | Gara 4 | Gara 5 |
| --------------- | ------ | ---------------------- | ------ | ------ | ------ | ------ | ------ |
| Krka Novo Mesto | 3 - 2  | Union Olimpija Lubiana | 85-81  | 60-66  | 82-58  | 67-70  | 65-61  |

| 1. A slovenska košarkarska liga 2013-2014 |
| ----------------------------------------- |
| Krka Novo Mesto 7º titolo                 |

## Squadra vincitrice
| N° | Naz.                            | Ruolo | Sportivo          |      | Alt. |  |
| -- | ------------------------------- | ----- | ----------------- | ---- | ---- |  |
| 4  | Slovenia (bandiera)             | P     | Luka Lapornik     | 1988 | 195  |  |
| 5  | Slovenia (bandiera)             | G     | Erjon Kastrati    | 1994 | 198  |  |
| 6  | Slovenia (bandiera)             | P     | Matej Rojc        | 1993 | 198  |  |
| 7  | Slovenia (bandiera)             | G     | Sani Bečirovič    | 1981 | 195  |  |
| 8  | Slovenia (bandiera)             | A     | Edo Murić         | 1991 | 202  |  |
| 9  | Slovenia (bandiera)             | C     | Smiljan Pavič     | 1980 | 210  |  |
| 10 | Stati Uniti (bandiera)          | P     | Malcolm Armstead  | 1989 | 183  |  |
| 11 | Stati Uniti (bandiera)          | AG    | Chris Booker      | 1981 | 208  |  |
| 12 | Slovenia (bandiera)             | AP    | Marko Pajić       | 1992 | 204  |  |
| 13 | Bosnia ed Erzegovina (bandiera) | AP    | Jasmin Hukić      | 1979 | 204  |  |
| 14 | Slovenia (bandiera)             | G     | Žiga Zatežič      | 1995 | 195  |  |
| 15 | Slovenia (bandiera)             | C     | Tomaž Bolčina     | 1994 | 206  |  |
| 17 | Croazia (bandiera)              | AG    | Zvonko Buljan     | 1988 | 206  |  |
| 20 | Slovenia (bandiera)             | C     | Imran Polutak     | 1996 | 208  |  |
| 21 | Slovenia (bandiera)             | P     | Domenc Janc       | 1996 | 185  |  |
| 22 | Slovenia (bandiera)             | A     | Jure Ritlop       | 1995 | 202  |  |
| 23 | Slovenia (bandiera)             | A     | Nejc Zupan        | 1996 | 202  |  |
| 24 | Slovenia (bandiera)             | G     | Jaka Klobučar     | 1987 | 198  |  |
|    | Serbia (bandiera)               | All.  | Aleksandar Džikić |      |      |  |